# Alessandro di Conversano
Alessandro di Conversano (1070 – 1133) fu uno dei baroni normanni, conte di Conversano e signore di Matera. Figlio e successore di Goffredo di Conversano, è stato il secondo conte di Conversano dalla morte del fratello Roberto fino al 1132.

## Biografia
Costanza di Francia, reggente del Principato di Taranto per il figlio minorenne Boemondo II, rivendicando il titolo di regina in quanto figlia di un sovrano, manifestò le stesse ambizioni espansionistiche del marito Boemondo e intorno al 1112 rivolse i suoi interessi ai territori del Ducato di Puglia nelle mani del giovanissimo e inetto Guglielmo II di Puglia. Ottenne l'appoggio di Tancredi, signore di Brindisi e fratello su Alessandro, per proteggere i suoi territori e per occuparne di nuovi. Tancredi fu per questo beneficiato di un quartiere di Bari, ma i baresi si ribellano a questo stato di cose e catturano Sichelgaita di Conversano, madre di Tancredi. La rivolta dei baresi fu sedata dall'arrivo dei fratelli Alessandro e Roberto di Conversano che liberarono la madre, ma si posero in aperto contrasto con Costanza.
Con la moglie, Matilde, fonda l'abbazia di S. Maria la Grande a Laterza (TA) nel 1112.
Con la morte del fratello maggiore Roberto, nel 1113 Alessandro fu investito della Contea di Conversano.
Nel frattempo la rivolta dei baroni diveniva incontrollata: Roberto I di Capua e forse altri si dichiararono vassalli dell'imperatore Enrico V. A Bari al comando degli insorti si pose l'arcivescovo Risone; nel 1115 interveniva il papa Pasquale II che costringeva le parti avverse ad una tregua Dei di tre anni. Ma l'accordo non venne rispettato e nel 1116 il cronista Romualdo registra uno scontro armato tra i fratelli Tancredi di Conversano, fedele a Costanza, e Alessandro di Conversano che ne uscì vincitore, potendo così fregiarsi del titolo di conte di Matera oltre a quello di conte di Conversano da poco acquisito per la morte del fratello maggiore Roberto.
Con il fratello Tancredi, Alessandro fu una costante spina nel fianco di Ruggero II: nel 1127, insieme a Tancredi e ad altri baroni pugliesi, entrò ancora in conflitto col Conte di Sicilia, che alla morte di Guglielmo II, ultimo duca di Puglia, cercava di mettere in atto il progetto di unificare i domini siciliani con quelli continentali pugliesi e di creare un regno.
Dopo la sconfitta di Ruggero alla battaglia di Nocera (1132), Alessandro appoggiò la nuova rivolta baronale ed entrò a far parte dell'esercito degli insorti col fratello Tancredi, con Goffredo conte di Andria, Rainulfo conte di Alife e Roberto principe di Capua. Ma subito Ruggero attraversò lo Stretto di Messina con un grande esercito e Alessandro, per timore di ritorsioni, abbandonò la sua città di Matera a suo figlio, Goffredo, e fuggì alla corte di Rainulfo. Dopo che Ruggero ebbe ripreso Matera, Alessandro fuggì in Dalmazia, fu privato del suo feudo e non fu più in grado di tornare in patria. Quando Ruggero nominò suo figlio Alfonso principe di Capua (1135), diede a suo cognato, Roberto di Basunvilla, la contea di Conversano.
Alessandro cercò di incontrarsi con l'imperatore Lotario II, ma fu catturato da briganti in una foresta. Secondo Alessandro di Telese, venne abbandonato povero nella città di Valona. Dopo non si hanno ulteriori notizie di Alessandro.